# Vodní nádrž Labská
Vodní nádrž Labská či Labská přehrada (dříve přehrada Krausovy boudy) je vodní dílo vybudované na Labi na jižním okraji Špindlerova Mlýna a u jeho části Labská. Byla vybudována mezi lety 1910 až 1916, především jako ochrana proti povodním. Je nejhořejším stupněm soustavy vodních děl na Labi, který zachytává převážnou část sněhových vod ve střední části Krkonoš. Od roku 1994 pracuje v hrázi malá vodní elektrárna.

## Historie

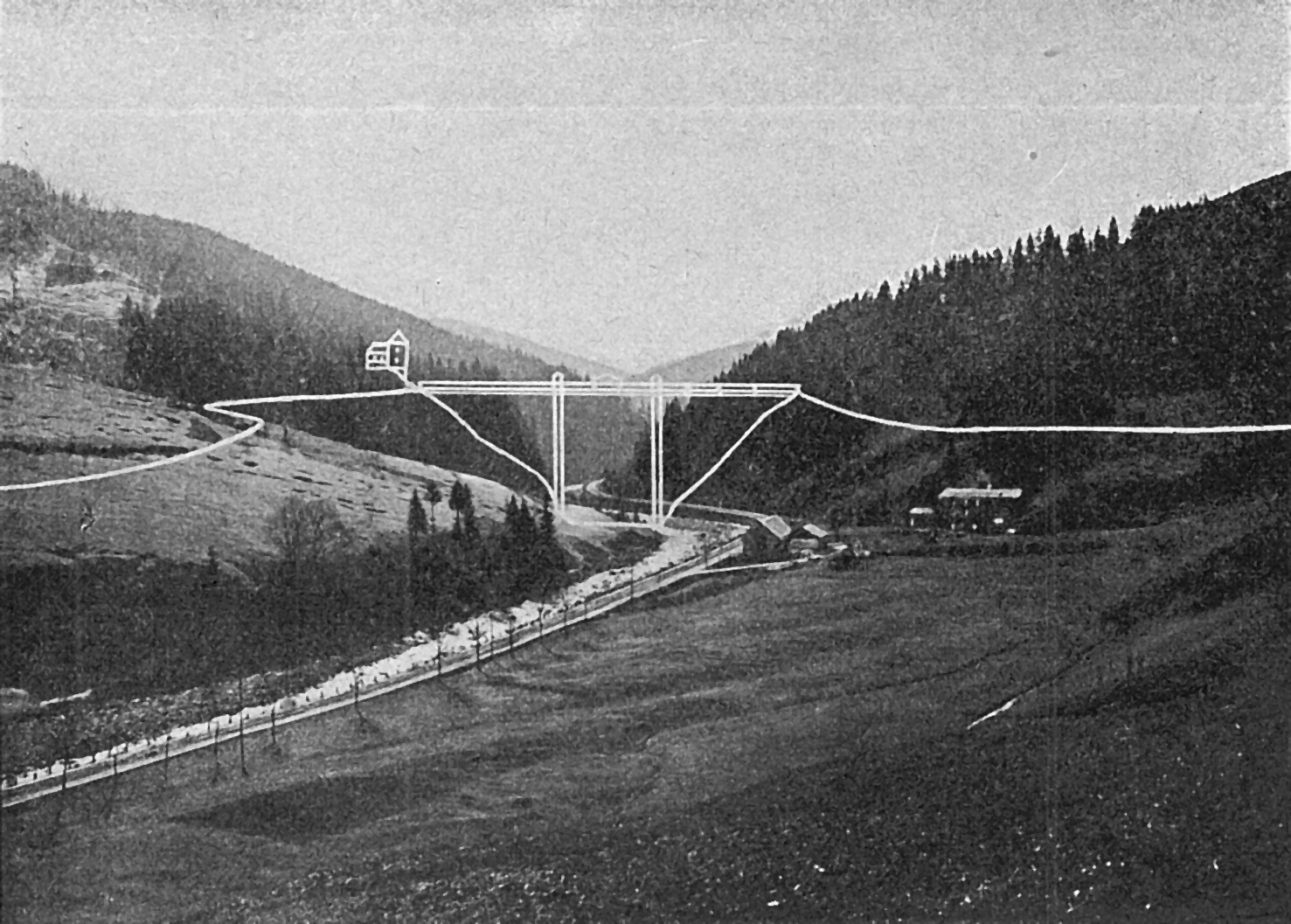
Údolí u Krausových Bud s náčrtkem navrhované přehrady (1910)

Podrobný návrh přehrady Labská (dříve známé jako Krausovy Boudy) byl vypracován technickým oddělením pro říční úpravy při c. k. místodržitelství v Praze. V roce 1910 byla výstavba přehrady svěřena firmě Bratři Redlich & Berger z Vídně, která zajistila dodávku železných konstrukcí a dalších součástí prostřednictvím společnosti Fanta & Jireš z Prahy. Stavba byla realizována v letech 1910–1916. Přes obtížné klimatické podmínky byla přehrada a související objekty postaveny velmi rychle pro tu dobu. Vodní dílo bylo dokončeno v průběhu první světové války a mělo symbolizovat sílu Rakouska-Uherska. Proto byla na vrcholu hráze umístěna impozantní dvouhlavá orlice z betonu s iniciálami panovníka F. J. I. Po vzniku Československa byla dvouhlavá orlice odstraněna a v roce 1926 byly iniciály upraveny na RČ (Republika Československá).
Krátký čas po dokončení byly zaznamenány výrazné průsaky v hrázi a podloží přehrady. S postupujícím zhoršováním situace bylo v roce 1930 nařízeno udržovat nádrž co nejprázdnější. Německá správa přehrady provedla v letech 1939–1940 opravy, které mírně zlepšily situaci. Nicméně plné naplnění nádrže při povodních představovalo značné riziko. V roce 1951 byl proveden geologický průzkum na pravém i levém břehu přehrady, při kterém byla objevena uranová ložiska. Od roku 1953 byla prováděna těžba. Hornické práce na pravém břehu byly dokončeny v roce 1955 a na levém břehu v roce 1957. Celkem bylo na pravém břehu vyraženo 4 471 metrů důlních chodeb v těsné blízkosti přehradního tělesa. Podrobný geologický průzkum v roce 1959 prokázal spojitost prosakující vody s těmito důlními díly a také s prameny v podloží. V letech 1966–1988 byla provedena rozsáhlá generální oprava, která zahrnovala utěsnění návodního líce, použití PVC fólie ve vrstvě písku a pokrytí šestibokými dlaždicemi. Byla také provedena injektáž zdiva přehrady, přichycení věže šoupátkových šachet a injektáže na pravém břehu u přehrady, v obtokovém tunelu a přelivu.
V roce 1993 byla zprovozněna malá vodní elektrárna Labská s jednou Kaplanovou turbínou o výkonu 500 kW. V roce 2002 byla provedena rekonstrukce spodní výpusti a v letech 2006–2007 rozsáhlá rekonstrukce koruny hráze.

## Popis
Hráz je vysoká 41,5 m, dlouhá 153,5 m a široká 55 m. Délka vodní nádrže je 1,2 km, její plocha je 40 ha. Přes vodní plochu vede silniční most silnice II/295 postavený v 80. letech, měří 120 metrů, jeho nejvyšší pilíř má výšku 30 m.

## Galerie

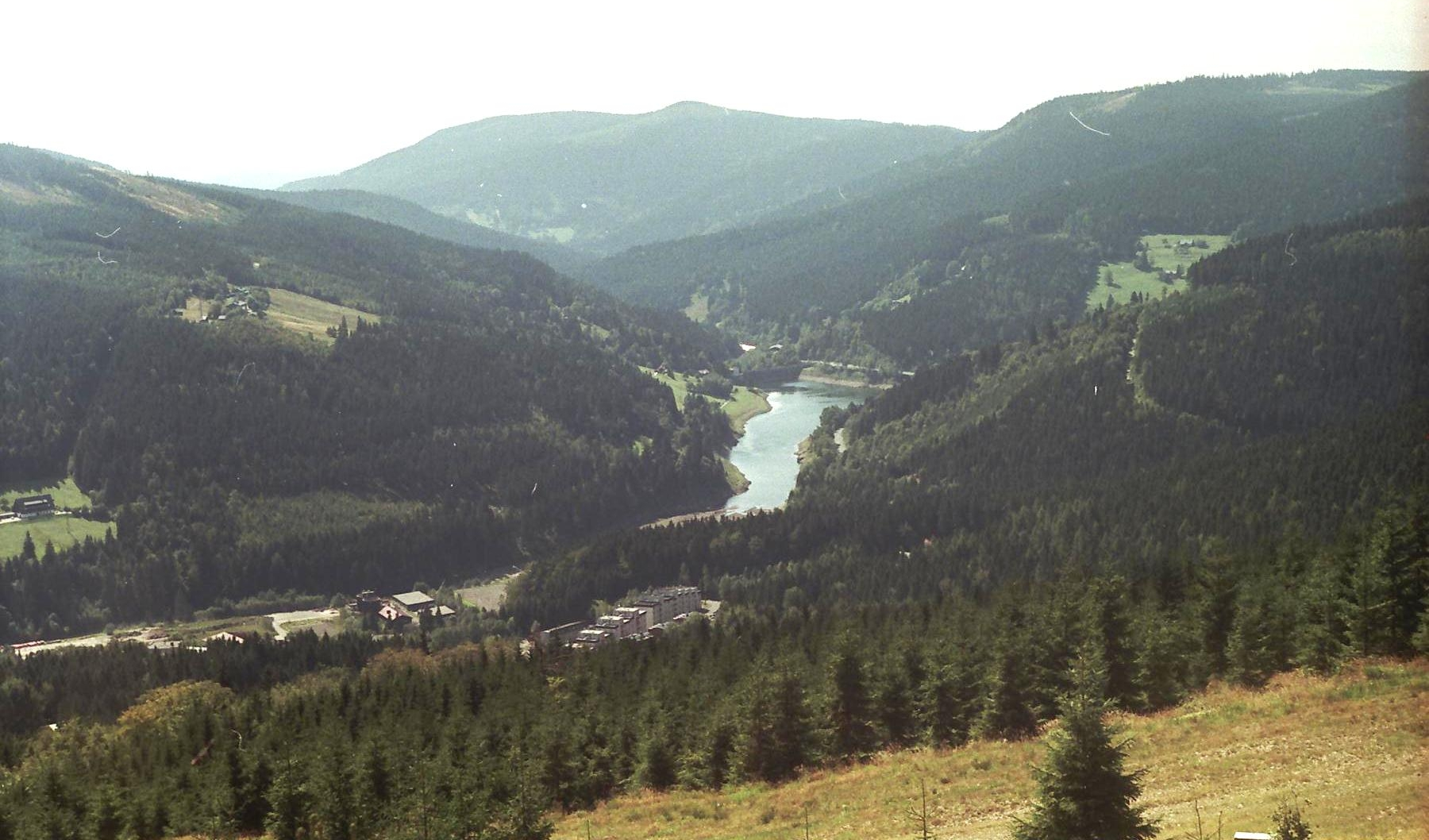
Pohled  z Medvědína na údolí s přehradou
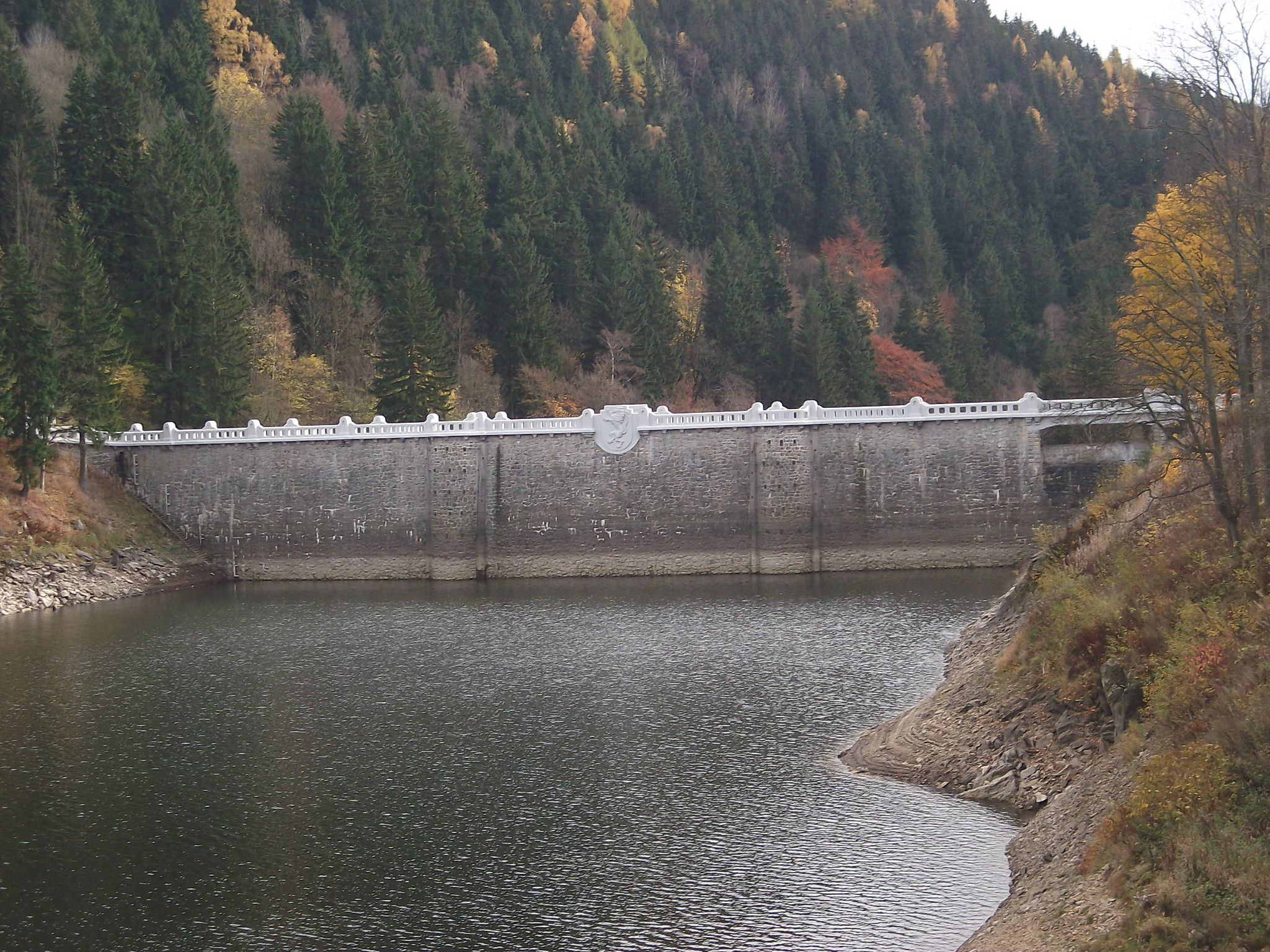
Hráz
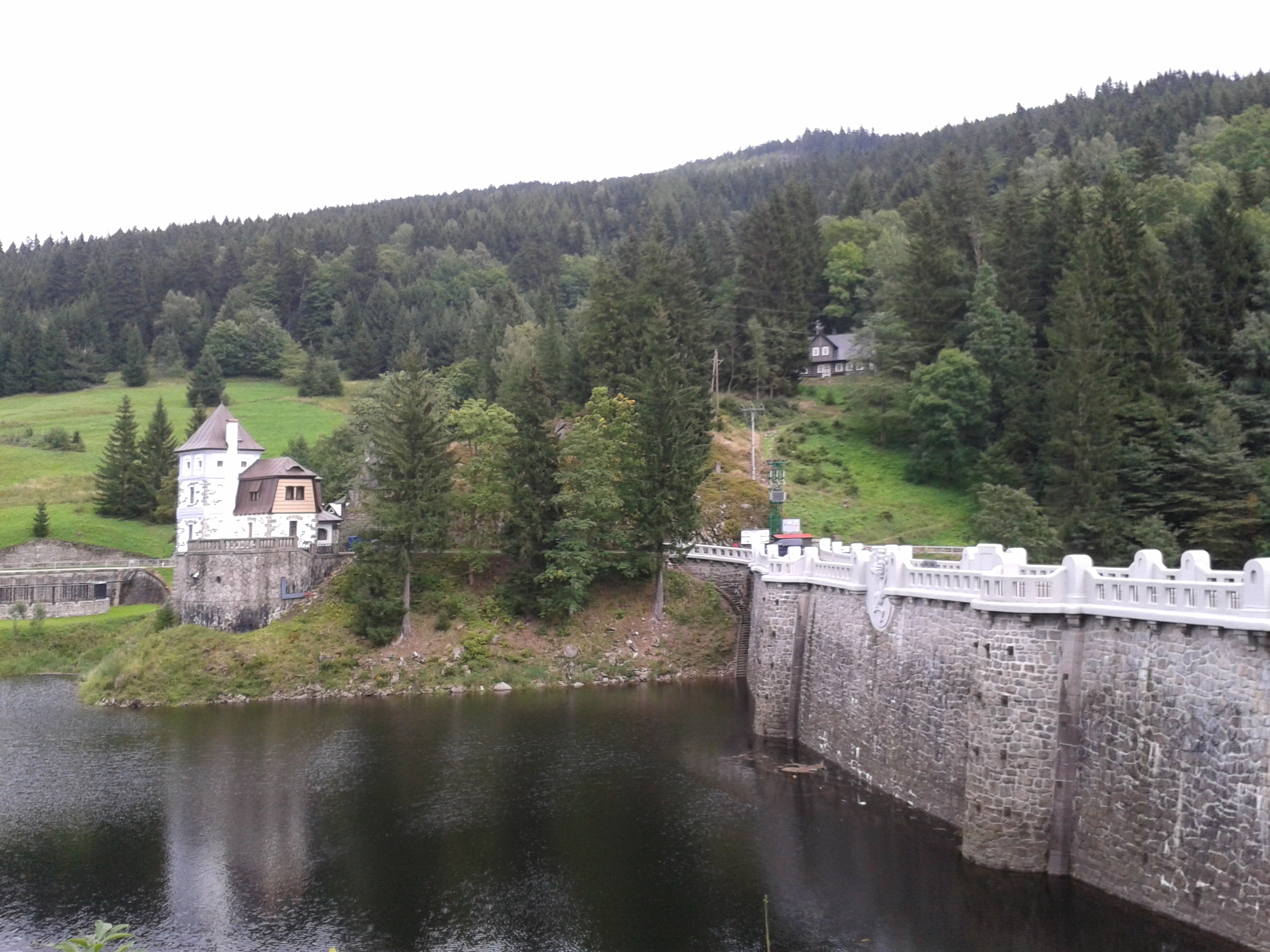
U hráze
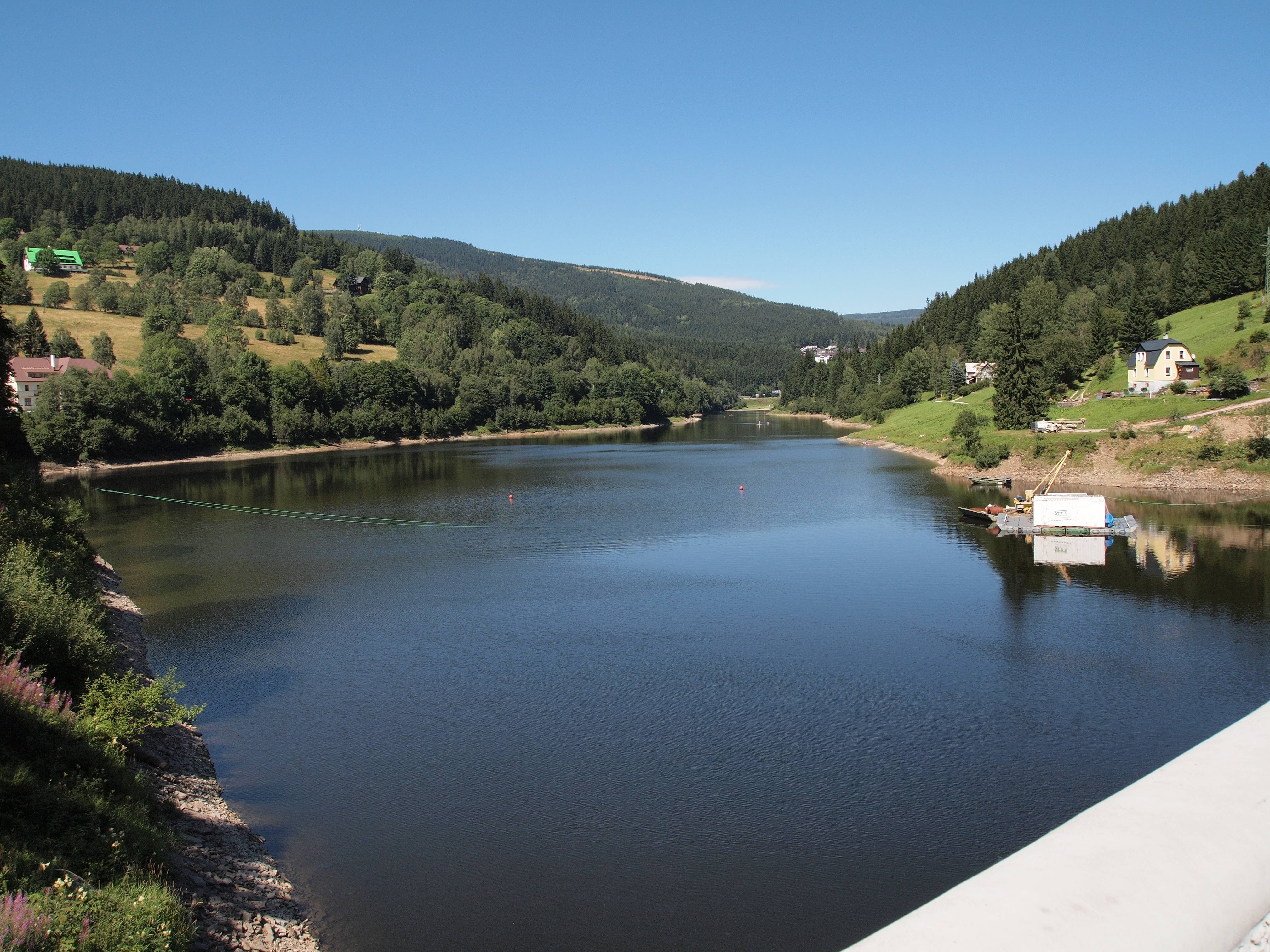
Pohled z hráze